# Fédération Française de Rugby
| Oficjalna nazwa    | Fédération Française de Rugby               |
| Polska nazwa       | Francuska Federacja Rugby                   |
| Data założenia     | 13 maja 1919                                |
| Członek FIRA od    | 23 września 1934                            |
| Członek IRB od     | 1978                                        |
| Siedziba           | 3-5 rue Jean de Montaigu Marcoussis Francja |
| Prezes             | Pierre Camou                                |
| Strona internetowa | ffr.fr                                      |

Francuska Federacja Rugby (fr. Fédération Française de Rugby) – ogólnokrajowy związek sportowy, działający na terenie Francji, posiadający osobowość prawną, będący jedynym prawnym reprezentantem francuskiego rugby 15-osobowego i 7-osobowego, zarówno wśród mężczyzn jak i kobiet we wszystkich kategoriach wiekowych w kraju i za granicą.

## Prezesi FFR
- 1920–1928 Octave Léry
- 1928–1939 Roger Dantou
- 1939–1943 Albert Ginesty
- 1943–1952 Alfred Eluère
- 1952–1962 René Crabos
- 1962–1966 Jean Delbert
- 1966–1968 Marcel Batigne
- 1968–1991 Albert Ferrasse
- 1991–2008 Bernard Lapasset
- 2008–     Pierre Camou